# Adelir Antonio de Carli
Adelir Antônio de Carli (8. februar 1967 i Realeza i delstaten Paraná - 2008 ud for Santa Catarinas kyst) var en brasiliansk præst, som 41-årig døde ved flyvning med en klynge af 1.000 sammenbundne helium-fyldte legetøjsballoner i et rekordforsøg, efter at være lettet 20. april 2008 fra havnen i Paranaguá, delstaten Paraná i Brasilien.

## Baggrund
I 2006 gjorde den romerskkatolske præst i stiftet Paranaguá sig bemærket som menneskerettigheds-forkæmper, ved at klage over myndighedernes mishandling af samme bys hjemløse, hvilket resulterede i anholdelse af 4 embedsmænd, mens 3 andre tog flugten.
Carli gennemførte 13. januar 2008 en fire timers ballonfærd fra Ampère i Paraná over den argentinske grænse til San Antonio i provinsen Misiones ved brug af 600 balloner og hvor han nåede en højde på 5,3 km.

## Ulykken
For at samle penge ind til et religiøst værested for lastbilchauffører på havnen i Paranaguá lettede Carli, som også var erfaren faldskærmsudspringer, med 1.000 balloner søndag eftermiddag den 20. april 2008 iført hjelm, vandtæt termodragt og faldskærm, samt medbringende GPS-udstyr, satellittelefon, mad og andet udstyr til overlevelse i mindst 5 dage.
Planen var at flyve til byen Dourados 750 km mod nordvest og slå en rekord om at være i luften i mindst 19 timer.
I telefoninterview fortalte præsten til den brasilianske TV kanal Globo, at han havde problemer med at operere sit GPS udstyr, og at han havde det meget koldt, men godt.
Ifølge kasserer i hans sogn Sao Cristovao, Denise Gallas, nåede Carli en højde på 6.000 meter og dalede derefter til ca. 2.500 meter på den planlagte færd, men stærk vind førte ham sydpå ud over Atlanterhavet.
Da hans satellittelefon efter 8 timers flyvning var ved at løbe tør for strøm, foretog han selv et sidste opkald til havnemyndighederne i Paranaguá, hvor han forklarede, at han mistede højde og var nødt til at gå ned på havet. 
Hans sidste nødråb i satellittelefonen lød: "Vær venlig, kom og red mig. Send hjælp."
Ifølge Denise Gallas var han da ca. 50 km. fra kysten.

## Eftersøgningen
Resultatet af det brasilianske luftvåbens officielle eftersøgning i 3 døgn og den brasilianske flådes, som afblæstes 29. april, samt eftersøgning med et privat fly og med fiskerbåde, var kun fund af enkelte ballonstykker ud for kysten og intet andet.
Forsyningsskibet Anna Gabriela til en af det statslige olieselskab Petrobras' boreplatforme ud for Rio de Janeiro, fandt den 3. juli 2008 omkring 100 km ud for kysten underkroppen af et lig, hvis beklædning lignede den eftersøgte.
DNA-test med sammenligning af DNA-prøver fra præstens bror, bekræftede 29. juli 2008, at liget var Adelir de Carli.
Begravelsen fandt senere sted i Ampère.

## Eksterne links
- Katolsk præst steg til himmels - TV2 22. april 2008.
- Præst steg til himmels - Kristeligt Dagblad 22. april 2008.
- Priest carried up by balloons missing - smh.com.au 22. april 2008.
- Præst forsvandt på ballon-tur - DR 23. april 2008.
- Håbet om at finde ballonpræst svinder - Berlingske 23. april 2008.
- Ringe håb om at finde brasiliansk ballon-præst i live - Berlingske 24. april 2008.
- Ballonpræsten fundet død - Ekstrabladet 30. juli 2008.
- Ballon-flyver fundet død på havet - Jyllands-Posten 30. juli 2008
- Brasiliansk lig er forsvundet ballonpræst - Politiken 31. juli 2008